# 木井乡 (涉县)
木井乡，是中华人民共和国河北省邯郸市涉县下辖的一个乡镇级行政单位。

## 行政区划
木井乡下辖以下地区：
沙峧村、东豆庄村、西豆庄村、木井村、史家庄村、择营峧村、洪河沟村、邱子峪村、土木河村、李家庄村、前西峪村、后西峪村和拱沟岭村。